# WX334K
WX334Kとは、ウィルコム向けに供給された京セラ製の音声用PHS（W-OAM）端末である。ペットネームはHONEY BEE BOX（ハニー・ビー・ボックス）。
WX333K（HONEY BEE 3）の兄弟機種にあたり、ペットネームも英語でミツバチを意味するHONEY BEE（ハニー・ビー）を受け継いでいる。

## 概要
ポップなカラーバリエーションを持つ小型軽量な折りたたみタイプの端末。HONEY BEEシリーズでストレートタイプではない端末は初めて。端末のイメージキャラクターであるミツバチに因んだメールテンプレート・メインメニュー画像・待ち受け画像・ゲームもプリセットされている。
31万画素のカメラをテンキー側の筐体に2基内蔵している。一方は背面に搭載。もう一方はテンキー面に搭載し、撮影者自身やその周囲を撮影しやすいよう超広角レンズと組み合わされている。
キーパネルにはイルミネーションが施され、光り方は10パターン+ランダム+OFFから選択可能。液晶側筐体の背面先端部には、通話着信・メール着信があった時に点灯するアイコンが設けられている。HONEY BEEシリーズ恒例だったラメは廃止された。
これまでのHONEY BEEシリーズとは外部端子自体は共通だが、ACアダプタは出力が550mAのAD330K（WX330K～WX333K、WX341Kおよび本機発売前に出荷されたロットのWX340Kに附属）ではなく、750mAにアップされたAD334Kが採用されている。なお、2010年12月以降出荷分には、AD01KC（550mA）に変更されている。

## 詳細仕様
- アドレス帳：1000件
- メール：Eメール（POP3/SMTP）、ライトメール、デコラティブメール
- ブラウザ：Operaブラウザ Ver.7.2EX
- その他機能：自動時刻補正機能、通話中音声着信表示
- 標準セット：本体、バッテリーカバー、ACアダプタ(AD334K)、卓上ホルダ（CH334K）、リチウムイオンバッテリー(LD341K)、取扱説明書（保証書）

## 沿革
- 2010年2月9日 発表。
- 2010年2月10日 オンラインショップで予約開始。
- 2010年2月16日 ピンク、ブルー、ホワイト発売。
- 2010年2月18日 グリーン、ブラック発売。